# Zürich Enge
Zürich Enge (niem: Bahnhof Zürich Enge) – stacja kolejowa w Zurychu, w kantonie Zurych, w Szwajcarii. Znajduje się w dzielnicy Enge. Została otwarta w 1875. Jest obsługiwana przez pociągi S-Bahn.